# Bezirksgericht Eibenstock
Das Bezirksgericht Eibenstock war von 1855 bis 1873 ein Gericht im Königreich Sachsen mit Sitz in Eibenstock.

## Geschichte
Mit dem Gesetz, die künftige Einrichtung der Behörden erster Instanz für Rechtspflege und Verwaltung betreffend vom 11. August 1855 wurden die Eingangsgerichte neu geordnet. Die Patrimonialgerichte wurden endgültig aufgelöst, Verwaltung und Rechtsprechung getrennt. Die Details der Verwaltungsreform regelten das sächsische Gerichtsverfassungsgesetz vom 11. August 1855 und die Verordnung über die Bildung der Gerichtsbezirke vom 2. September 1856.
Das von Ende 1854 an erschienene Obererzgebirgische Wochenblatt zunächst für Eibenstock, Johanngeorgenstadt, Schönheide und deren Umgebung war von 1857 an das Amtsblatt des Bezirksgerichts Eibenstock. Dies machte sich auch in der Änderung des Namens in Amts- und Anzeigeblatt für den Gerichtsamtsbezirk Eibenstock und dessen Umgebung bemerkbar.
Eingangsgerichte waren nur die Gerichtsämter und Bezirksgerichte. Als mittlere Instanz wurden vier Appellationsgerichte eingerichtet. Oberste Instanz war das Oberappellationsgericht Dresden.
Das Bezirksgericht Eibenstock war dem Appellationsgericht Zwickau nachgeordnet. Das Bezirksgericht war Gerichtsamt für die Stadt Eibenstock. Daneben waren ihm folgende Gerichtsämter nachgelagert: Gerichtsamt Eibenstock, Gerichtsamt Schneeberg, Gerichtsamt Schwarzenberg, Gerichtsamt Johanngeorgenstadt, Gerichtsamt Auerbach und Gerichtsamt Klingenthal.
Zum 30. April 1873 wurde das Bezirksgericht Eibenstock aufgehoben. Das Gerichtsamt Eibenstock erweiterte seinen Sprengel um die Stadt Eibenstock. Die Gerichtsämter Eibenstock, Schneeberg, Schwarzenberg, Johanngeorgenstadt und Auerbach wurden dem Bezirksgericht Zwickau, das Gerichtsamt Klingenthal dem Bezirksgericht Plauen nachgeordnet.